# 威廉斯敦 (马萨诸塞州)
威廉斯敦（英語：Williamstown）是美国马萨诸塞州伯克希尔县的一个镇，位於7号美国国道與馬薩諸塞州2號公路交界，有公營巴士往返北亚当斯及皮茨菲尔德等鄰近城鎮。

## 外部連結
- Town of Williamstown official website （页面存档备份，存于）